# Karl von Reichenbach
Pour les articles homonymes, voir Reichenbach.
Le baron Karl (ou Carl) Ludwig von Reichenbach est un chimiste wurtembergeois, né le 12 février 1788 à Stuttgart, et mort le 19 janvier 1869 à Leipzig.

## Biographie
Il obtient son doctorat à l’université de Tübingen. De 1821 à 1834, il fonde la première compagnie des forges modernes d’Allemagne d’abord à Villingen-Schwenningen, puis à Hausach et enfin à Baden. 
Il établit aussi plusieurs usines en Moravie.
Il est l’auteur de Das Kreosot (1833), Geologische Mitteilungen aus Marhen (1834), Die Dynamide des Magnetismus (1840).
Il découvre la paraffine en 1830, la créosote en 1833 et la force de l'Od.

## L'od
Le baron est fasciné par la force vitale ou fluide, qu'il appelle "od". Il écrit plusieurs livres sur le sujet : Odisch-Magnetische Briefe (1852), Der sensitive Mensch und sein Verhalten zum Ode (1854), Odische Erweiterungen (1856), Köhierglaube und Afterwissenschaft (1856), Aphorismen über Sensibilität und Od (1866) et Die Odische Lohe (1867) : 
Od est le mot capable d'exprimer la dynamique d'une force qui, avec une puissance qui ne peut être interrompue, pénètre rapidement chaque chose et court à travers tout l'univers.

## Ouvrages
- Das Kreosot: ein neuentdeckter Bestandtheil des gemeinen Rauches, des Holzessigs und aller Arten von Theer 1833
- Geologische Mitteilungen aus Mähren (Geological news from Moravia) Wien, 1834
- Physikalisch-physiologische Untersuchungen über die Dynamide des Magnetismus, der Elektrizität, der Wärme, des Lichtes, der Krystallisation, des Chemismus in ihren Beziehungen zur Lebenskraft (Band 1 + Band 2) Braunschweig, 1850
- Odisch-magnetische Briefe Stuttgart 1852, 1856; Ulm 1955
- Der sensitive Mensch und sein Verhalten zum Ode (The sensitive human and his behaviour towards Od) Stuttgart und Tübingen (Band 1 1854 + Band 2 1855)
- Köhlerglaube und Afterweisheit: Dem Herrn C. Vogt in Genf zur Antwort Wien, 1855
- Wer ist sensitiv, wer nicht (Who is sensitive, who is not?) Wien, 1856
- Odische Erwiederungen an die Herren Professoren Fortlage, Schleiden, Fechner und Hofrath Carus Wien, 1856
- Die Pflanzenwelt in ihren Beziehungen zur Sensitivität und zum Ode Wien, 1858
- Odische Begebenheiten zu Berlin in den Jahren 1861 und 1862 Berlin, 1862
- Aphorismen über Sensitivität und Od (Aphorisms on Sensitivity and Od) Wien, 1866
- Die odische Lohe und einige Bewegungserscheinungen als neuentdeckte Formen des odischen Princips in der Natur Wien, 1867

Traductions anglaises:
- Physico-physiological researches on the dynamics of magnetism, electricity, heat, light, crystallization, and chemism, in their relation to Vital Force New York, 1851
- Somnambulism and cramp New York, 1860 (excerpt translated chapter out of Der sensitive Mensch und sein Verhalten zum Ode)
- Letters on Od and Magnetism 1926